# NGC 5728
NGC 5728 (другие обозначения — MCG −3-37-5, IRAS14396-1702, PGC 52521) — спиральная галактика в созвездии Весы.
Галактика обладает активным ядром и относится к сейфертовским галактикам типа II. Относится к классу спиральных галактик с перемычкой. Галактика имеет форму эллипса, а не диска; эта деформация объясняется последствием поглощения в прошлом другой галактики меньшего размера.
Этот объект входит в число перечисленных в оригинальной редакции «Нового общего каталога».